# I powstanie śląskie
I powstanie śląskie – wystąpienie zbrojne zorganizowane przez Polską Organizację Wojskową Górnego Śląska mające na celu przyłączenie Górnego Śląska do Polski. Rozpoczęło się z rozkazu Maksymiliana Iksala lub osoby z kręgów dowódczych POW Górnego Śląska wbrew woli rządu polskiego i Wojciecha Korfantego w północnej części powiatu pszczyńskiego w nocy z 16 na 17 sierpnia 1919 r. i trwało do 24 sierpnia tego roku. Powstańcami niezadowolonymi z terroru i represji niemieckich dowodził Alfons Zgrzebniok. Powstanie objęło powiaty: katowicki, lubliniecki, pszczyński, rybnicki, tarnogórski oraz część raciborskiego. Zaangażowanie militarne od 14 lutego 1919 r. w wojnę z Rosją sowiecką na wschodzie Polski uniemożliwiło rządowi poparcie tego powstania. Dlatego zakończyło się ono przegraną i ucieczką powstańców przed represjami na teren Polski. W 1920 r. wybuchło II powstanie śląskie.

## Przed powstaniem

### Tło polityczne

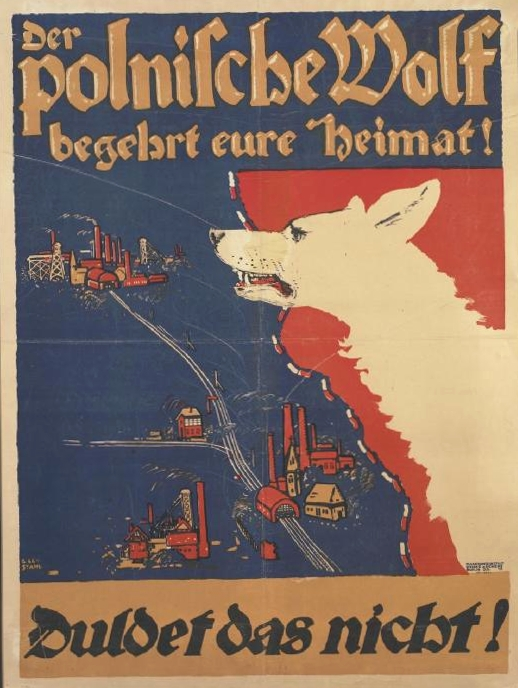
Niemiecki plakat propagandowy z okresu powstania – „Polski wilk pragnie waszej ojczyzny”

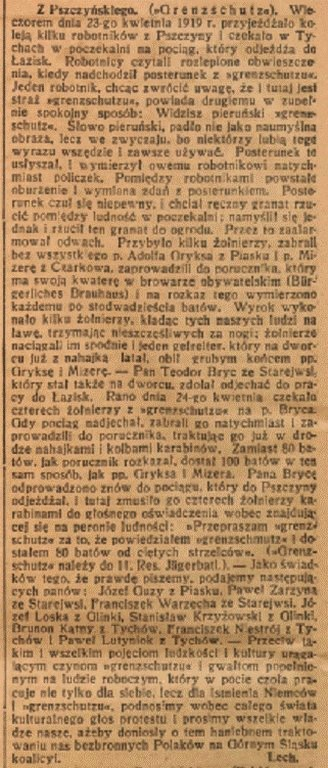
Tekst Stanisława Krzyżowskiego (ps. Lech) o prześladowaniu Polaków przez Grenzschutz w powiecie pszczyńskim – opublikowany na łamach „Górnoślązaka” 27 kwietnia 1919

Po kapitulacji złożonej przez dowódców armii niemieckiej po zakończeniu I wojny światowej w listopadzie 1918 i ucieczce cesarza Wilhelma II z Niemiec do Holandii sytuacja na Górnym Śląsku stała się bardzo napięta. Oprócz klęski Niemiec miała na to wpływ zwiększająca się wskutek szykan niemieckich radykalizacja nastrojów społecznych i narodowych wśród Polaków zamieszkujących Górny Śląsk. Na wielotysięcznych wiecach, m.in. na wiecu, który miał miejsce w Domu Polskim „Ul” w Bytomiu w dniu 10 listopada 1918, zgłaszano rezolucje na rzecz niepodległej Polski, w której skład miał wchodzić polski Śląsk, a także naprawy stosunków społecznych, nacjonalizacji, ośmiogodzinnego dnia pracy, godziwych rent i zarobków, ubezpieczeń itp. Ludność polska na Śląsku wobec częściowego rozpadu administracji niemieckiej i rewolucji w Berlinie szybko zaczęła się organizować i tworzyć Rady Ludowe. Jedną z pierwszych była Rada Ludowa w Bytomiu utworzona 12 listopada 1918. Rady takie reprezentowały ludność polską wobec administracji niemieckiej lub stanowiły jedyną władzę administracyjno-porządkową tam, gdzie takiej administracji nie było. Konsekwencją powstawania Rad Ludowych było utworzenie Naczelnej Rady Ludowej w Bytomiu. Jednocześnie powstawały inne polskie organizacje, m.in. Zjednoczenie Zawodowe Polskie, do którego należało około 200 tys. osób. Innymi licznymi organizacjami były: Centralny Związek Zawodowy Polski, liczący ponad 60 tys. członków, Narodowe Stronnictwo Robotników, mające około 50 tys. członków, PPS i Chrześcijańskie Zjednoczenie Ludowe. Żywiołowy rozwój organizacyjny mieszkających na Śląsku Polaków władze niemieckie próbowały ograniczyć poprzez mianowanie komisarzem rządowym Ottona Hörsiga, zwanego później „katem Polaków”, oraz wprowadzenie zarządzenia prezydenta rejencji opolskiej Josepha Bitty, uznającego działalność propolską za zdradę stanu. Na prośbę komisarza Ottona Hörsiga – który zasłynął powiedzeniem: „Jedyny sposób naszej wygranej widzę w zastosowaniu brutalnej represji względem wszystkiego, co polskie” – rząd w Berlinie wzmocnił też stacjonujący na Górnym Śląsku korpus wojskowy poprzez skierowanie pod koniec 1918 na jego teren 117 Dywizji Piechoty pod dowództwem generała majora Karla Hoefera (późniejszego nazisty i SS-Oberführerera). Z powodu znacznej demoralizacji zrewoltowanych żołnierzy wkrótce doprowadzono do reorganizacji tej jednostki i przemianowano ją na Grenzschutz. Niemiecki Górnośląski Związek Przemysłowców Górniczo-Hutniczych zorganizował i sfinansował też liczne formacje militarne, tzw. Freikorpsy (m.in. Oberschlesisches Freiwilligen-Korps), rozbijające pokojowe polskie wiece, dokonujące rewizji, aresztowań i rabunków na Polakach, m.in. w kwietniu 1919 przez trzy dni żołnierze Grenzschutzu plądrowali polskie sklepy w Lublińcu. W dniu 13 stycznia 1919 komisarz Otto Hörsig ogłosił stan oblężenia na Górnym Śląsku, w wyniku czego zniesiono nietykalność osobistą, a wojsko uzyskało prawo dokonywania rewizji i aresztowań polskich działaczy. Zabroniono zwoływania polskich wieców i wprowadzono godzinę policyjną. Stan taki utrzymywał się przez pół roku.
Pomimo represji organizacje polskie zdołały wyprowadzić na ulice śląskich miast w dniu 1 maja 1919 manifestacje liczące ponad 200 tys. osób. Było to powodem jeszcze większego wzmożenia szykan, które przejawiały się m.in. poprzez aresztowania w pierwszych dniach maja 160 polskich działaczy narodowych. Doprowadziło to do paraliżu polskich organizacji, ponieważ pozostali polscy działacze musieli się zakonspirować lub z obawy przed aresztowaniem wyjechać ze Śląska.

### Bezpośrednie przyczyny wybuchu powstania
- Tzw. powstanie oleskie w 1919.
- Strajk sierpniowy – śląscy górnicy i hutnicy w czasie strajku od 11 do 14 sierpnia 1919 zażądali niedopuszczania do pracy terroryzujących Górny Śląsk członków bojówek niemieckich Oberschlesisches Freiwilligen-Korps oraz byłych grenzschutzowców. Robotnicy wysunęli także takie żądania, jak: zaniechanie masowych zwolnień robotników, co miało miejsce w kopalniach „Lithandra” i „Prinzengrube”, podwyżki płac i odwołanie stanu oblężenia. Strajk przybrał ogromne rozmiary – 14 sierpnia 1919 uczestniczyło w nim 140 tys. robotników.
- Masakra w Mysłowicach – w dniu 15 sierpnia 1919 przed bramą kopalni „Mysłowice” zebrało się około 3 tys. śląskich robotników z żonami i dziećmi w celu podjęcia wynagrodzenia za pracę. Niemiecka dyrekcja przesuwała termin wypłaty do momentu, gdy ok. godz. 13.00 zaczęto wpuszczać na teren kopalni mniej więcej 30-osobowe grupki robotników. Wzburzony długim oczekiwaniem tłum wtargnął na podwórze kopalni, w związku z czym oddział Grenzschutzu otworzył ogień i zabił siedmiu górników, dwie kobiety i 13-letniego chłopca. Liczby rannych nie udało się ustalić. Masakra wywołała ogromny szok i zradykalizowała nastroje polskiej ludności na Górnym Śląsku.

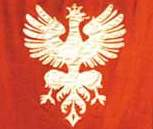
Orzeł biały ze sztandaru powstańczego z Dąbrówki Wielkiej, 1919

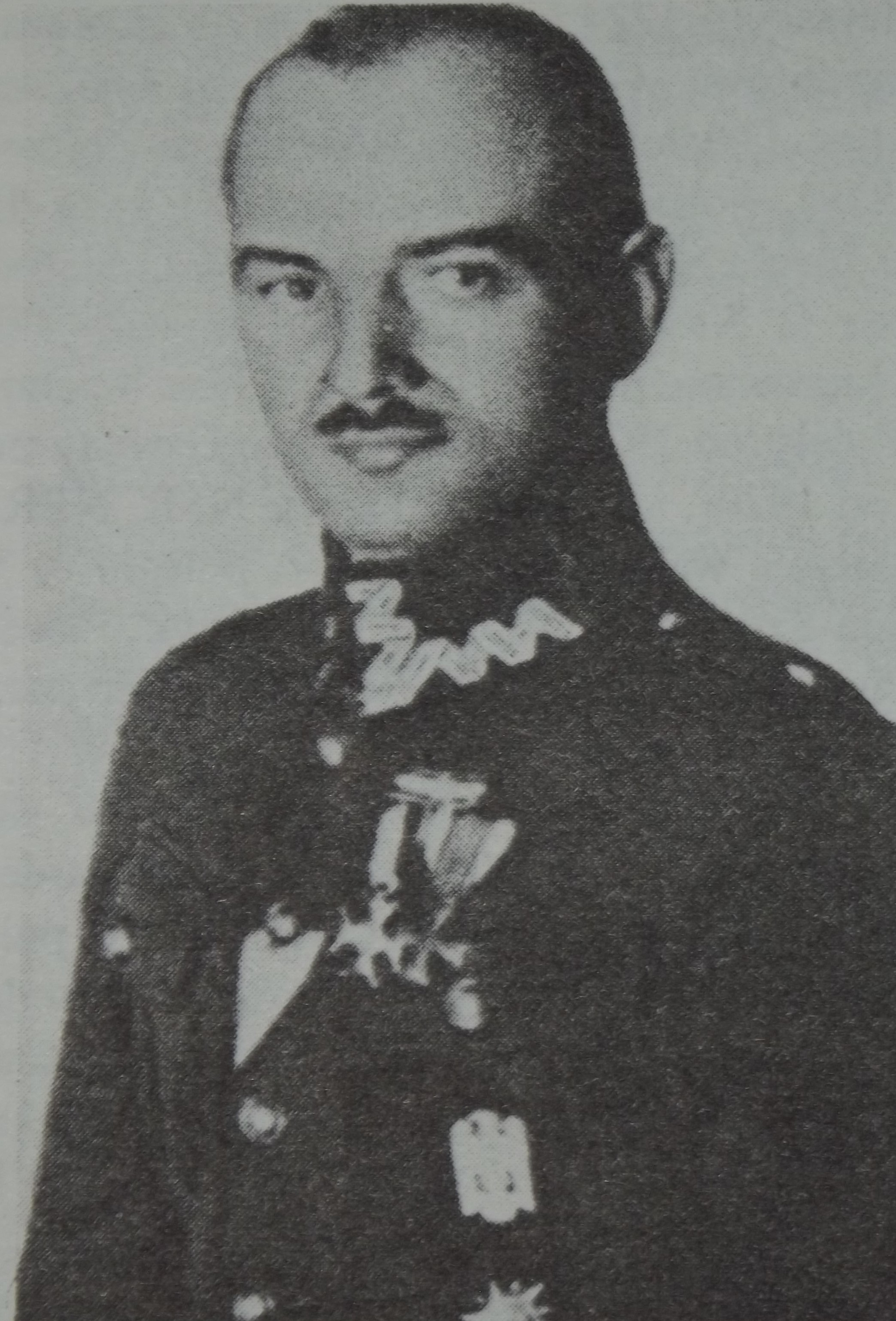
Józef Michalski

Okoliczności podjęcia decyzji o wybuchu I powstania śląskiego
11 sierpnia 1919 w Bytomiu na oddolnym zebraniu komendantów powiatowych POW Górnego Śląska pod kierownictwem Józefa Grzegorzka uchwalono pod adresem Dowództwa POW Górnego Śląska w Strumieniu na Śląsku Cieszyńskim żądanie rozpoczęcia powstania. Do Strumienia z tym żądaniem oddelegowano Stanisława Mastalerza i Jana Lortza, którzy na miejscu nie zastali dowódcy, Alfonsa Zgrzebnioka. Wobec tego jego zastępca i zarazem kierownik Wydziału Wywiadu Jan Wyglenda wezwał wszystkich komendantów POW Górnego Śląska do Strumienia na 15 sierpnia 1919, a potem na 18 sierpnia 1919. Tymczasem 15 sierpnia 1919 Niemcy niespodziewanie aresztowali trzech przywódców POW Górnego Śląska (na szosie z Pawłowic do Strumienia): kolejarza Wilhelma Fojcika z Katowic (kierował przygotowaniem kolejarzy do powstania), Fryderyka Reischa z Katowic (zastępcę komendanta powiatu katowickiego) i Karola Góreckiego z Markowic (komendanta powiatu raciborskiego) oraz towarzyszącego im kolejarza Jana Januszczyka z Szopienic, a rano 16 sierpnia 1919 – trzech głównych kurierów Dowództwa POW Górnego Śląska: Franciszka Gajdzika, Ludwika Mikołajca i Szczepanika, którzy mieli ze sobą rozkazy dla komendantów powiatowych. Jeszcze przed wybuchem I powstania śląskiego dochodziło do wzajemnego ostrzału pozycji pomiędzy przyszłymi powstańcami znajdującymi się w obozie uchodźców w Piotrowicach (którego legalnym komendantem był Józef Michalski) leżących na Śląsku Cieszyńskim a Grenzschutzem stacjonującym w Gołkowicach na ziemi wodzisławskiej. W tej sytuacji zaskoczona grupa śląskich uchodźców w Piotrowicach pod kierownictwem Maksymiliana Iksala wydała dowódcom POW Górnego Śląska w Rybniku i Pszczynie rozkaz rozpoczęcia powstania, oznaczając termin wybuchu na 17 sierpnia 1919 o godz. 2.00 w nocy. Rozkaz ten na pewno dotarł do powiatowego komendanta POW Górnego Śląska w Rybniku – Ludwika Piechoczka, który go nie usłuchał, ponieważ Maksymilian Iksal nie był osobą upoważnioną do jego wydania. Natomiast nie wiadomo, czyj rozkaz został ok. godz. 12.00 16 sierpnia 1919 dostarczony do Pszczyny – według części źródeł wysłała go osoba z Dowództwa POW Górnego Śląska w Strumieniu (uchwałę o nierozpoczynaniu walki zbrojnej sztab w Strumieniu podjął później, dopiero po południu 16 sierpnia 1919, niedługo przed aresztowaniem przez tajną wojskową policję niemiecką będących w podróży służbowej ze Strumienia do Bytomia Józefa Grzegorzka i szefa sztabu Józefa Buły, który miał przy sobie wydane w tym dniu w Strumieniu rozkazy zakazujące rozpoczęcia zbrojnego powstania, na dworcu kolejowym w Pawłowicach ok. godz. 20.00).    

## Działania zbrojne

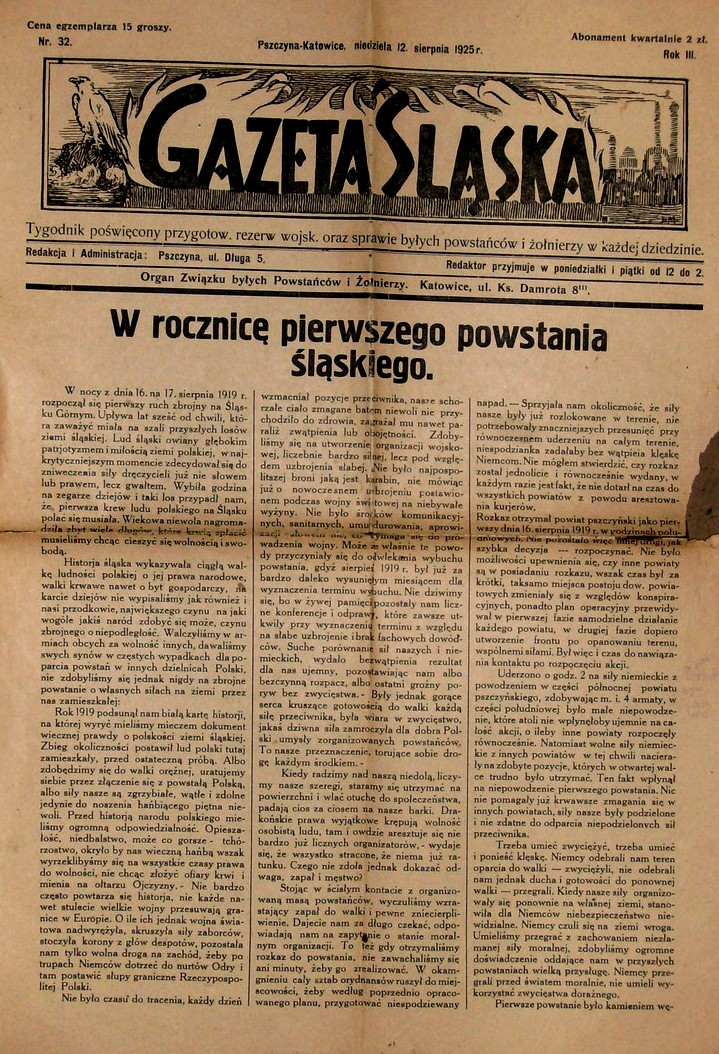
Wspomnieniowy artykuł Stanisława Krzyżowskiego o I powstaniu śląskim, cz. I

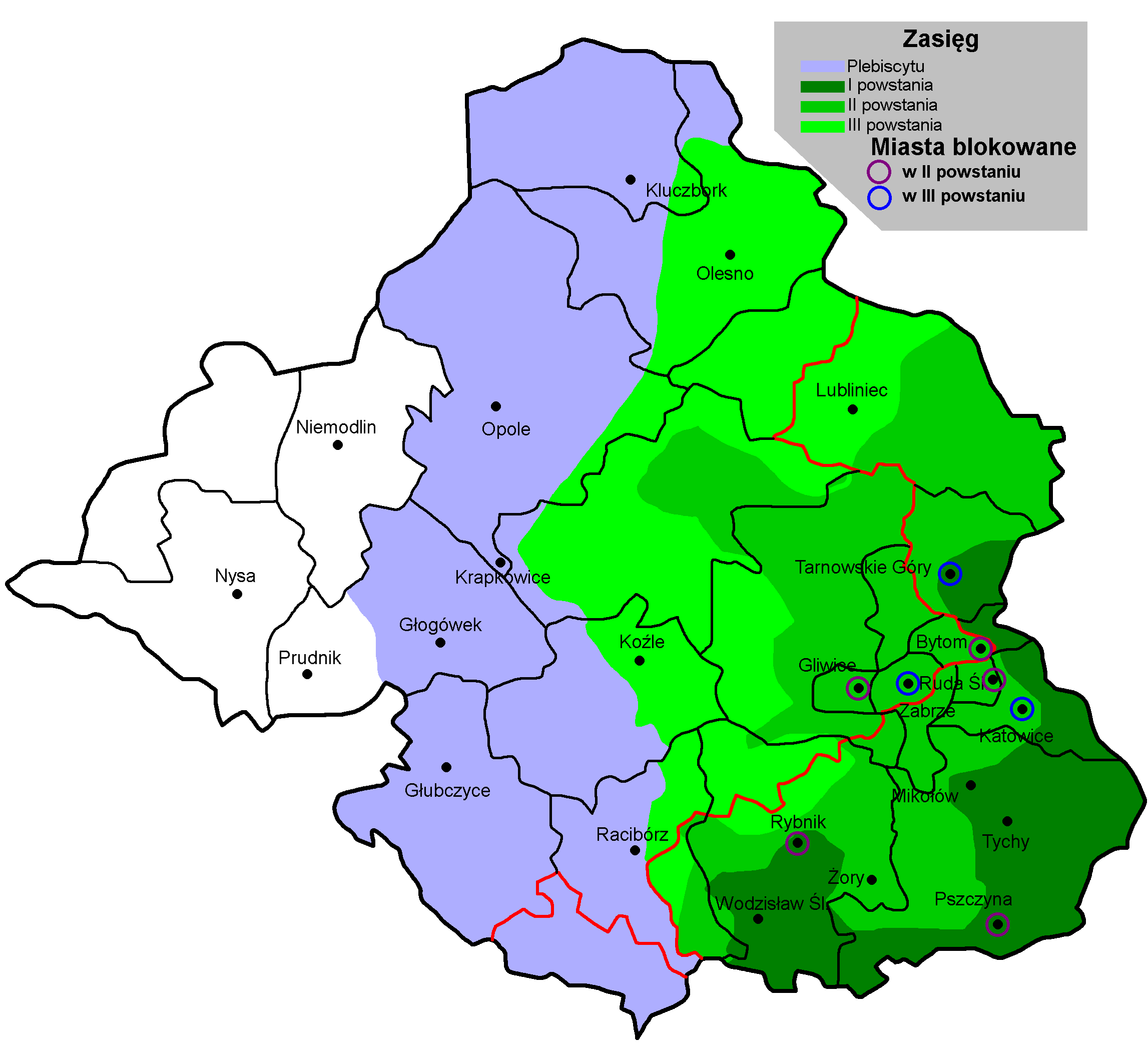
Zasięg powstań śląskich

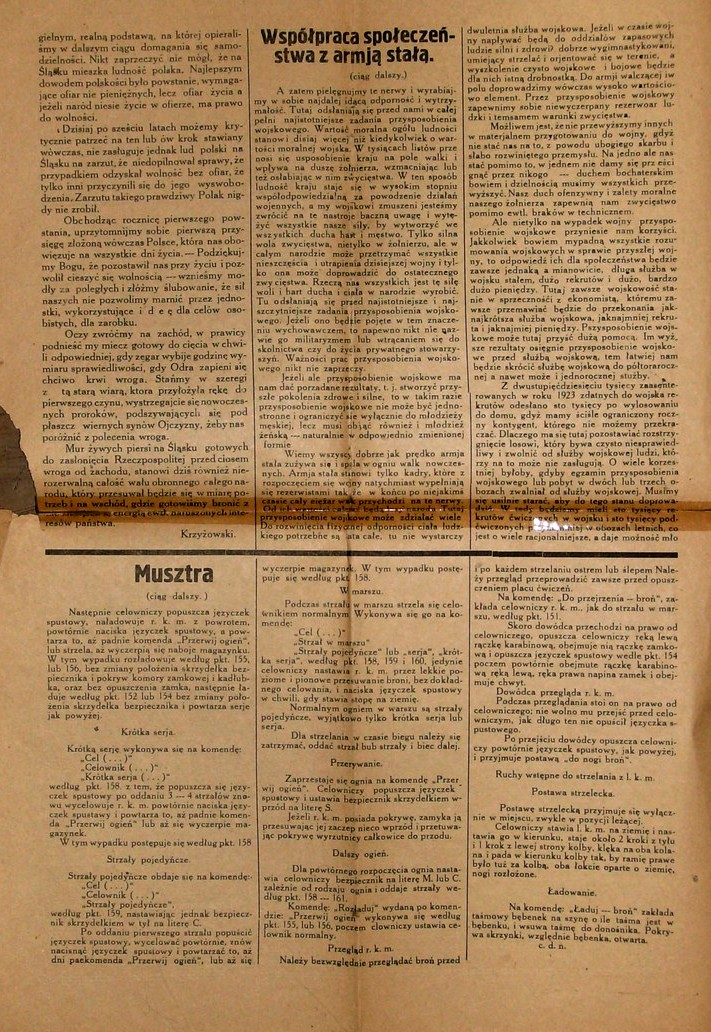
Wspomnieniowy artykuł Stanisława Krzyżowskiego o I powstaniu śląskim, cz. II

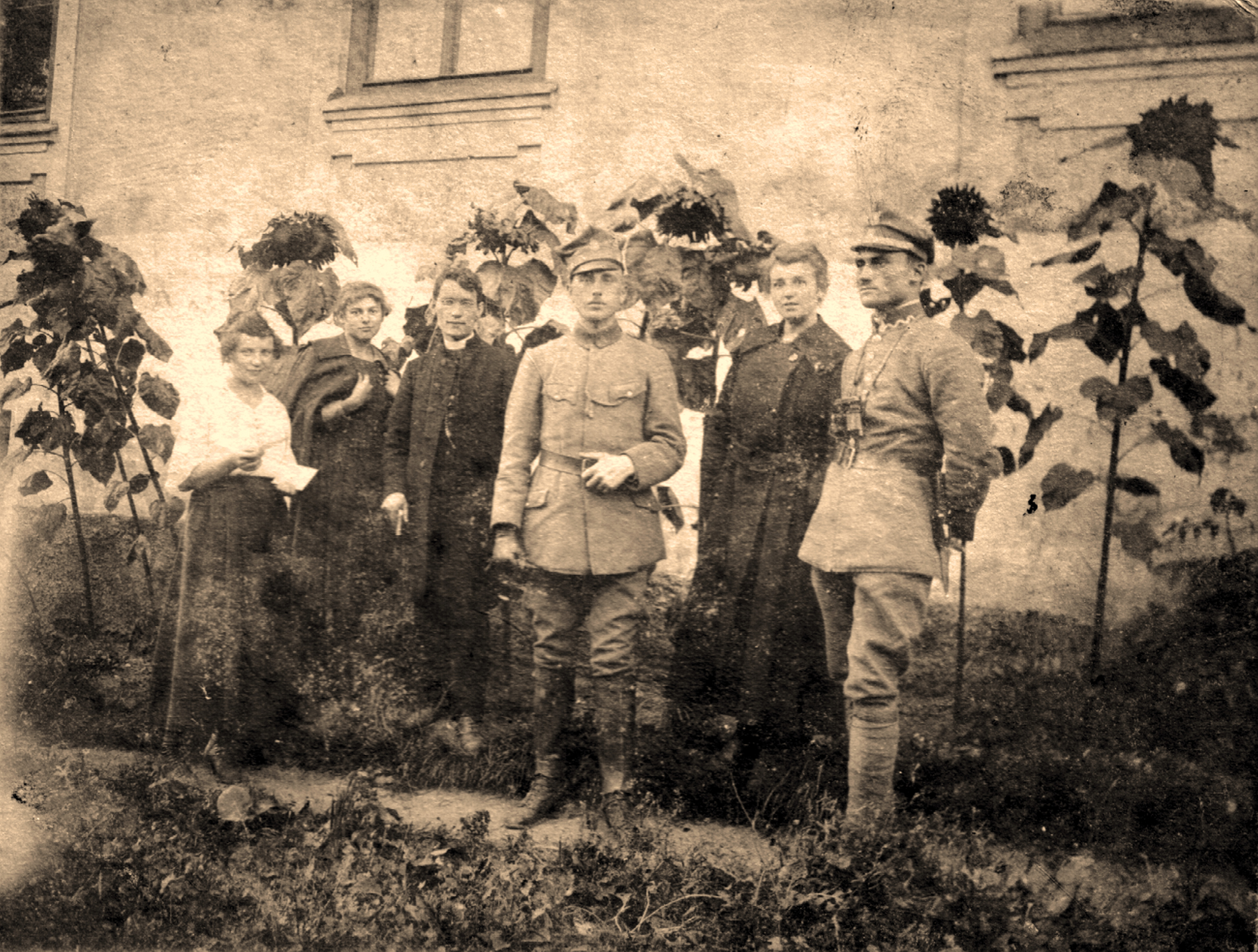
Stanisław Krzyżowski (pierwszy od prawej) we wrześniu 1919 w Dziedzicach, po akcji inicjującej I powstanie śląskie (w północnej części powiatu pszczyńskiego)

### Walki w okolicach Pszczyny, Tychów, Rybnika i Wodzisławia Śląskiego
Komendant powiatu pszczyńskiego Alojzy Fizia na rozkaz Maksymiliana Iksala lub osoby z kręgów dowódczych POW Górnego Śląska (myśląc, że dostarczony mu przez kuriera ok. południa 16 sierpnia 1919, zapisany na małym kawałku papieru rozkaz ustny wydało Dowództwo POW Górnego Śląska w Strumieniu) nakazał rozpoczęcie działań zbrojnych. Należy zaznaczyć, że w świetle dostępnych polskich źródeł nie można wykluczyć cichej akceptacji poczynań grupy Iksala przez Dowództwo POW Górnego Śląska w Strumieniu, ponieważ nie przeciwstawiło się ono skutecznie działaniom tej grupy, a sam Iksal został w 1920 awansowany na stanowisko zastępcy komendanta POW Górnego Śląska na powiat opolski. Jedynie Józef Grzegorzek z Komitetu Wykonawczego POW Górnego Śląska w Bytomiu wysłał Iksalowi telegram zabraniający oddzielnej akcji. Grupa z Iksalem na czele również podjęła działania zbrojne w Gołkowicach, w południowej części ziemi wodzisławskiej – trzy godz. po rozpoczęciu się walk w powiecie pszczyńskim.
W północnej części powiatu pszczyńskiego dowodził zastępca komendanta powiatowego Stanisław Krzyżowski, na którego rozkaz rozpoczęły się pierwsze działania zbrojne na ziemi pszczyńskiej i który w nocy 17 sierpnia 1919 ok. godz. 1.00 wymaszerował na Tychy. Powstańcy przez zaskoczenie zdobyli w tej miejscowości dworzec kolejowy, folwark oraz pocztę. Tej samej nocy uderzył na nich ze wsi Czułów oddział Grenzschutzu, jednak po początkowym wycofaniu się przeszli oni do zakończonego sukcesem kontrataku. Odparli również następny atak niemiecki – od strony Żwakowa. We wsi Urbanowice jeszcze wcześniej, bo już 16 sierpnia 1919 o godz. 23.00, działania rozpoczęła licząca 75 powstańców II kompania pod dowództwem Wiktora Szczygła (podporządkowana Krzyżowskiemu). Rozbroiła ona tam oddział Grenzschutzu i wymaszerowała w kierunku wsi Paprocany, gdzie stacjonował duży oddział wojska niemieckiego zaopatrzonego w artylerię. W trakcie bitwy o Paprocany, która trwała do godz. 4.00 rano, przybyły jej na pomoc ze zdobytych wcześniej Tychów trzy dobrze uzbrojone drużyny z I kompanii powstańców. Ślązakom udało się zdobyć wieś i odwach, w którym bronili się Niemcy. Zginął jeden powstaniec, zdobyto cztery armaty polowe, kilka karabinów maszynowych, przeszło 100 karabinów ręcznych i 50 koni artyleryjskich oraz wzięto do niewoli 100 jeńców wraz z dowódcą.
W Mikołowie 180 powstańców pod dowództwem Ryszarda Bąka po dwóch godzinach walk nie było w stanie opanować miasta. Podobnie Alojzemu Fizi, który dowodził w południowej części powiatu pszczyńskiego, nie udało się zdobyć Pszczyny. Opanowano za to miasto Bieruń Stary.
Powstańcy śląscy pod dowództwem Stefana Krzyżowskiego – zastępującego czasowo brata Stanisława, który udał się do Pszczyny, żeby nawiązać kontakt z Alojzym Fizią – zaczęli się wycofywać z okolic Tychów z powodu groźby okrążenia oraz ze względu na pojawiające się niemieckie samoloty (jedną z trzech maszyn powstańcy zestrzelili) i spodziewany przyjazd pociągu pancernego z Gliwic.
Podsumowując opis walk w powiecie pszczyńskim, wypada podkreślić, że licząca 2173 członków pszczyńska POW Górnego Śląska zdołała opanować prawie cały powiat, z wyjątkiem Pszczyny i Mikołowa.
Równocześnie z opisanymi wyżej wydarzeniami, bo 17 sierpnia 1919 o godz. 2.00 w nocy, z obozu w Piotrowicach na Śląsku Cieszyńskim wyruszyła 40-osobowa grupa powstańców, których dowódcą był Maksymilian Iksal. Powstańcy po potyczce z oddziałem Grenzschutzu zdobyli Gołkowice, a następnie opanowali dworzec kolejowy w Godowie. W trakcie walk na ziemi wodzisławskiej zginęło dwóch powstańców: Franciszek Panus i Franciszek Sernik oraz sześciu Niemców. Niemieckich jeńców powstańcy odprowadzili do Cieszyna.
W nocy z 17 na 18 sierpnia 1919 oddział 100 powstańców sformowany z uchodźców w obozie w Piotrowicach pod dowództwem Jana Wyglendy i Mikołaja Witczaka zdobył po bitwie z Grenzschutzem wieś Godów (w walce zginęło 30 Niemców przy jednym rannym powstańcu).
17 sierpnia 1919 podczas zebrania, które rozpoczęło się o godz. 11.00 przed południem, Komitet Wykonawczy POW Górnego Śląska w Bytomiu (Michał Wolski, Jan Przybyłek, Wiktor Rumpfeld) na wieść o walkach w powiecie pszczyńskim wydał rozkaz rozpoczęcia powstania na 18 sierpnia 1919 o godz. 2.00 dla powiatów: katowickiego, bytomskiego, zabrskiego, rybnickiego i tarnogórskiego.
W czasie walk na Śląsk wrócił z Warszawy Alfons Zgrzebniok, który sprzeciwiał się wybuchowi powstania w tym momencie. W związku jednak ze spontanicznym wybuchem przejął nad nim dowództwo.
Powiatowy komendant POW Górnego Śląska w Rybniku Ludwik Piechoczek na rozkaz z Bytomia dał hasło do rozpoczęcia walk zbrojnych w powiecie rybnickim i przesłał odpowiednie instrukcje swoim podkomendnym. W nocy z 17 na 18 sierpnia 1919 we wsi Gotartowice oddział powstańców, których dowódcą był Wincenty Motyka, rozbroił placówkę niemiecką, jednak w drodze do Ligoty Rybnickiej doszło do potyczki Ślązaków z Grenzschutzem ściągniętym z Rybnika i Żor. Trzydziestu powstańców musiało poddać się po wyczerpaniu amunicji, a część wycofała się do Boguszowic, gdzie po zorganizowaniu obrony ponieśli porażkę z atakującym Grenzschutzem. Nie udało się także opanować Wodzisławia Śląskiego – Alojzy Ośliźlok, dowodzący w tym rejonie 800-osobowym oddziałem powstańczym, który już otoczył Wodzisław Śląski, został przez Niemców podstępnie wprowadzony w błąd nieaktualnym autentycznym polskim rozkazem zabraniającym podejmowania działań bojowych i powziął decyzję o nierozpoczynaniu walki.
18 sierpnia 1919 Niemcy ogłosili rozporządzenie, w którym ogłosili, że kto zostanie w walce pochwycony z bronią w ręku, będzie na miejscu rozstrzelany bez sądu. Na tej podstawie m.in. rozstrzelano w Pszowie dowódcę tamtejszych powstańców Józefa Tytkę.

### Walki w okolicach Katowic

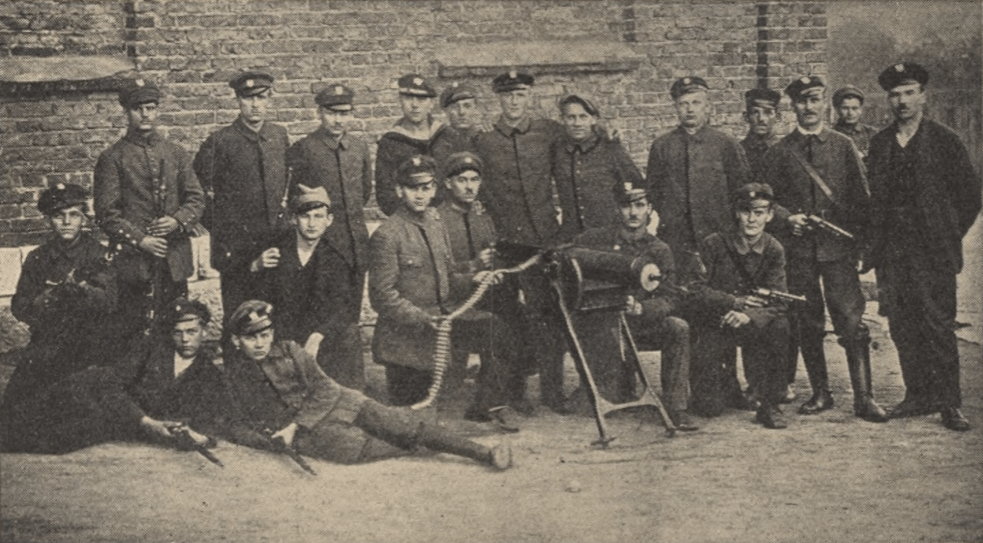
Powstańczy oddział z karabinem maszynowym w Bogucicach

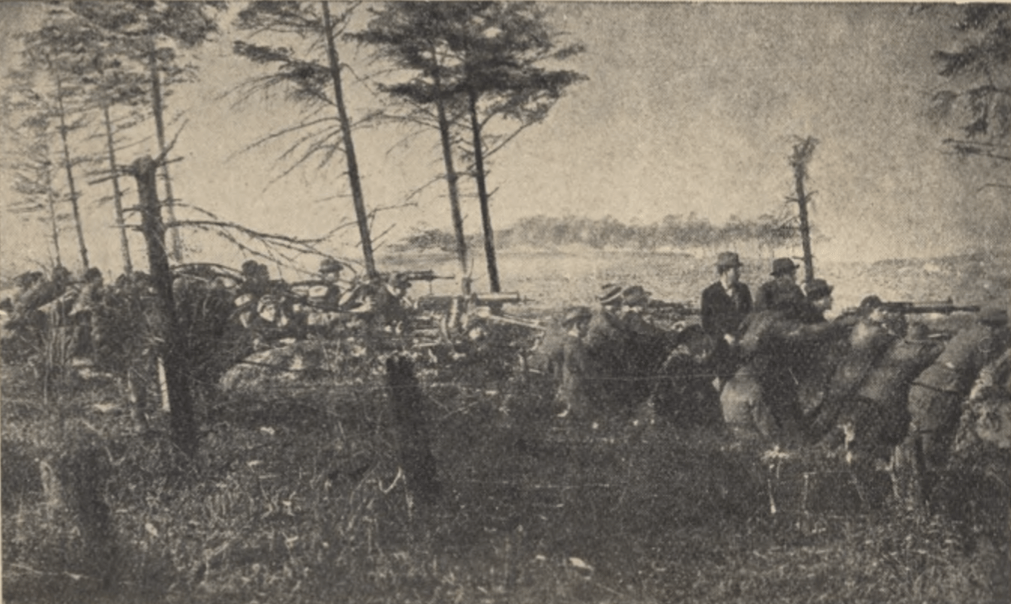
Okopane powstańcze gniazdo karabinów maszynowych pod dowództwem Kazimierza Świętochowskiego

18 sierpnia 1919 silne walki toczyły się w powiecie katowickim. W Bogucicach i Dąbrówce Małej walki trwały przez trzy dni. Opanowano też Szopienice, Roździeń, Janów, Nikiszowiec i dworzec w Ligocie, paraliżując tym samym transporty kolejowe.
W Bogucicach powstańcy przez trzy godziny walczyli z atakującymi policjantami i wojskiem. Po dostarczeniu Niemcom posiłków wraz z artylerią, Ślązacy wycofali się ze wsi. Pomimo kilkakrotnie ponawianych szturmów w dniu 19 sierpnia 1919, powstańcy nie byli w stanie odbić Bogucic. Nie udało się też oddziałowi Franciszka Dei opanować Siemianowic Śląskich.
W dniu 20 sierpnia 1919 powstańcy z Bogucic i Dąbrówki Małej przeformowali się i rozpoczęli działania pod dowództwem Henryka Miękiny. W trakcie dalszych walk pod Dąbrówką Małą udało się im zestrzelić atakujący ich niemiecki samolot (z trzech użytych w walce). Po tym sukcesie powstańcy zmusili Niemców do odwrotu. Jednakże 21 sierpnia 1919 przybyły w ten rejon niemieckie samochody pancerne, które wyparły powstańców ze zdobytego terenu. W trakcie odwrotu powstańcy wysadzili most kolejowy. W tym dniu opanowali oni jednak Giszowiec.
W Szopienicach powstańcom pod dowództwem Piotra Łyszczaka udało się rozbroić duży oddział Grenzschutzu i zdobyć 100 karabinów ręcznych, siedem maszynowych i spory zapas amunicji. Opanowano całą gminę i Ślązacy pod ogniem niemieckich dział rozpoczęli budowę mostu przez Brynicę, zapewniającego łączność z Sosnowcem po „polskiej” stronie rzeki. 20 sierpnia 1919 Niemcy zaatakowali powstańców z Szopienic dwoma pociągami pancernymi, czterema samochodami pancernymi i dwiema kompaniami wojska. Niemcy w trakcie zaciętej walki stracili ponad 100 zabitych i rannych, jednak powstańcy wskutek przewagi wroga nie byli w stanie obronić swoich pozycji.
W Nikiszowcu słaby oddział powstańców pod dowództwem Teodora Chrószcza wsparty tłumem górników z kopalni „Giesche” i robotników fabrycznych zdobył bez walki na oddziale Grenzschutzu 100 ręcznych, dwa ciężkie i dwa lekkie karabiny maszynowe i 200 granatów.

### Walki w okolicach Bytomia

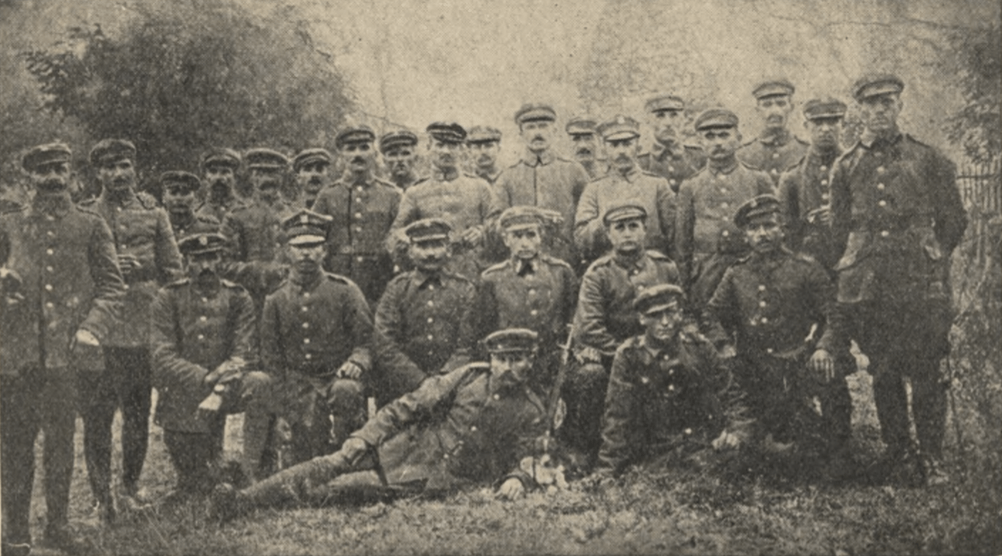
Kompania powstańców śląskich w Bobrku pod dowództwem Jana Trzęsioka

W Bytomiu na skutek dużej liczby wojska w mieście powstańcom nie udało się 18 sierpnia 1919 zdobyć koszar z zapasem broni, jednakże w pobliskich Łagiewnikach mały oddział powstańczy po walce rozbroił 100-osobowy posterunek Grenzschutzu. Musiał jednak go opuścić po przybyciu z odsieczą samochodów pancernych.
W Orzegowie powstańcy rozbili dwie placówki niemieckie znajdujące się w budynkach kopalni. Po kilku godzinach Niemcy zaatakowali, jednak udało się powstańcom ich odeprzeć. Po ostrzelaniu przez artylerię i wskutek tego po ciężkich stratach powstańcy musieli się wycofać.
W Bobrku kompania powstańcza Jana Trzęsioka zdobyła w areszcie gminnym 120 karabinów i 10 skrzyń amunicji, po czym część zaatakowała koszary, a druga część pod dowództwem marynarza Józefa Termina zajęła most. Po ciężkich walkach z wykorzystaniem karabinów maszynowych powstańcy jednak ustąpili pola.
W Szombierkach oddziały Grenzschutzu także wyparły powstańców i wzięły do niewoli ich dowódcę, którym był Adolf Piontek (wkrótce zbiegł). Powstańcy opanowali też Godulę i Chropaczów. W powiecie zabrskim zdołano wkroczyć do Biskupic i Bielszowic.
W Lipinach kompania powstańców zaatakowała Grenzschutz stacjonujący w niedalekiej kolonii Piaśniki. Niemcy zaczęli ostrzeliwać ukrytych za wałem torów kolejowych powstańców. Wkrótce nadjechał także ostrzeliwujący powstańców pociąg pancerny. Następnie Grenzschutz przystąpił do ataku, który jednak szybko się załamał, po czym doszło do polskiego kontrnatarcia. Walki trwały do wieczora, do wystrzelania całej amunicji, co spowodowało wycofanie się Ślązaków.

### Walki w okolicach Tarnowskich Gór
W okolicach Tarnowskich Gór powstańcy byli dowodzeni przez Jana Zejera. Zdobyto Radzionków i Piekary Śląskie, jednak powstańcy po trzykrotnych atakach na regularne jednostki wojska niemieckiego nie byli w stanie zdobyć Tarnowskich Gór, w związku z czym wycofali się do innych miejscowości.

### Walki w okolicach Mysłowic
Jednym ze współorganizatorów I powstania w rejonie był komendant oddziału mysłowickiego Polskiej Organizacji Wojskowej Górnego Śląska Tomasz Klimczok. W mieście w dniach 20–23 sierpnia 1919 walczył batalion powstańczy pod dowództwem Ryszarda Mańki, który po wcześniejszych utarczkach w mieście i walkach na przedpolu miasta rozpoczął natarcie przez wzgórze Maasego od strony wcześniej opanowanego Janowa, w trakcie którego zdobył południową część miasta z dworcem. Zajęto też wieżę Bismarcka, która została ostrzelana i uszkodzona przez Grenzschutz. W trakcie walk Grenzschutz rozstrzelał przy rynku Wiktora Czaję i Franciszka Bednorza, a w kopalni Franciszka Gracę i Franciszka Magdziorza. Powstańcom śląskim udało się zestrzelić niemiecki samolot i wysadzić tor kolejowy, aby uniemożliwić przejazd pociągowi pancernemu. Na skutek wyczerpania amunicji powstańcy musieli się wycofać do Polski. W związku z walkami na terenie Mysłowic zostało uszkodzonych 56 domów i zginęło 20 osób spośród niebiorących udziału w walkach.
24 sierpnia 1919 główny komendant powstania por. Alfons Zgrzebniok, widząc, że nie ma szans na zdobycie większej ilości amunicji, że pomoc z Polski nie nadejdzie i że Niemcy ściągają znaczne posiłki, wydał rozkaz zaprzestania walk. Powstańcy walczyli z oddziałami Grenzschutzu, a potem z oddziałami niemieckiej regularnej 11 dywizji. W walkach z Polakami brało udział wielu przyszłych prominentów nazistowskich, m.in.: Alfred Eckart (późniejszy SA-Oberführer), Franz Gutsmiedl (późniejszy Gaugeschäftsführer NSDAP Gau Berlin-Brandenburg), Hubertus von Aulock (późniejszy NSKK-Brigadeführer), Heinz Lampe (późniejszy SA-Brigadeführer), Walter Neul (późniejszy SA-Oberführer), Felix Piékarski (późniejszy SS-Standartenführer), Albrecht Schmelt (późnieszy SS-Brigadeführer), Heinrich Georg hrabia Fink von Finkenstein (późniejszy dowódca SA na Śląsku – od 1937), Erich Hasse (późniejszy SA-Oberführer), Paul Binus (późniejszy SA-Standartenführer), Bruno Müller-Reinert (późniejszy Gauorganisationsleiter) i Georg Tesche (późniejszy NSKK-Oberführer).

## Upamiętnienie
Walki I powstania śląskiego zostały upamiętnione w wielu miejscach, m.in. na Grobie Nieznanego Żołnierza w Warszawie napisem na jednej z tablic w okresie po 1989: „BYTOM 16 VIII 1919”, Pomniku Powstańców Śląskich w Katowicach oraz Pomniku Powstańców Śląskich w Wodzisławiu Śląskim datą „1919” i napisem „GODÓW–GOŁKOWICE”.

## Dowódcy I powstania śląskiego
- Ryszard Bąk z Wyr
- Alojzy Nikodem Fizia z Krzyżowic w pow. pszczyńskim – jeden z inicjatorów wybuchu I powstania śląskiego[26]
- Maksymilian Iksal z Turzy w pow. wodzisławskim – jeden z inicjatorów wybuchu I powstania śląskiego
- Tomasz Janta z Prudnika
- Jan Jęczmyk z Bojszów
- Stanisław Krzyżowski z Tychów – dowódca w północnej części pow. pszczyńskiego, w której rozpoczęło się I powstanie śląskie[56][9][57]
- Stefan Krzyżowski z Tychów
- Piotr Łyszczak
- Ryszard Mańka (powstaniec śląski) z Mysłowic
- Franciszek Marszolik
- Henryk Miękina
- Wincenty Motyka
- Alojzy Ośliźlok
- Ludwik Piechoczek z Jastrzębia Górnego
- Alojzy Pronobis z Bytkowa
- Wiktor Szczygieł z Urbanowic – dowódca kompanii, która pierwsza rozpoczęła walkę w I powstaniu śląskim (16 sierpnia 1919 o godz. 23.00)[35]
- Mikołaj Witczak (ur. we Wrocławiu)
- Jan Wyglenda (ur. w Brzeźnicy w pow. raciborskim)
- Alfons Zgrzebniok (ur. w Dziergowicach) – komendant główny POW Górnego Śląska[1]

## Represje i uchodźcy po I powstaniu, długofalowe korzyści dla sprawy polskiej
Po powstaniu z Górnego Śląska uciekało ok. 9 tys. powstańców i działaczy politycznych (z rodzinami było to ok. 22 tys. osób), bojąc się zemsty niemieckich nacjonalistów. Dla uchodźców ze Śląska stworzono obozy przejściowe w Sosnowcu, Grodźcu, Szczakowej, Oświęcimiu, Jaworznie, Zawierciu i kilka mniejszych. Od dnia 23 sierpnia 1919 uchodźcami zajął się Główny Komitet Niesienia Pomocy Ślązakom Zagłębia Dąbrowskiego oraz Podkomisariat Naczelnej Rady Ludowej dla Górnego Śląska. W dniu 9 września 1919 powołano specjalny Komisariat Rad Ludowych Śląskich, który miał koordynować władzę polityczną dla Ślązaków uchodźców.
1 października 1919 na mocy porozumienia między rządem polskim i niemieckim powstańcy mogli powrócić do swych domów z terenu Polski.
Niemieckie zbrodnie, zewidencjonowane wkrótce po powstaniu przez Piotra Pampucha, były przedmiotem badań komisji wojskowej zwycięskiej koalicji z generałem Dupontem na czele, która potwierdziła informacje nadchodzące z Górnego Śląska. Udowodniono zbrodnie na rodzinie Stanowych z Zawodzia, na nauczycielu Wincentym Janasie z Rudy i wielu innych.
Już 21 sierpnia 1919 w Poznaniu powstał Komitet Pomocy dla Górnego Śląska, a w Warszawie 23 sierpnia 1919 rozpoczął prace Komitet Zjednoczenia Górnego Śląska z Rzecząpospolitą Polską, mieszczący się na ulicy Wspólnej 35, a potem na Chmielnej 5. Także w sierpniu w Warszawie powstał Komitet Obrony Śląska. Pod wrażeniem determinacji Ślązaków wiele podobnych komitetów powstawało w innych miastach Polski. W Warszawie 29 sierpnia 1919 odbyły się cztery manifestacje poparcia dla Ślązaków, w których wzięło udział kilkaset tysięcy osób (jedna manifestacja na placu Teatralnym zgromadziła prawie 100 tys. osób).
Na dłuższą metę I powstanie przyniosło dla sprawy polskiej bardzo korzystne rezultaty. Ogłoszone w listopadzie 1919 wyniki wyborów do rad gminnych i miejskich w rejencji opolskiej okazały się wielkim polskim sukcesem. Obóz polski zdobył 6822 mandaty na 11 255 radnych. Wybory wykazały, że mieszkańcy Górnego Śląska nie akceptowali ani pruskich metod rządzenia, ani szykanowania ludności mówiącej po polsku. Po latach nawet sam Wojciech Korfanty mówił, że powstanie z 1919 zapoczątkowało nowe czasy i nową epokę w życiu piastowskiej dzielnicy śląskiej.
Po zakończeniu powstań śląskich uchodźcy ze Śląska (w tym również ci z I powstania) utworzyli w 1926 Związek Uchodźców Śląskich.